# Różowy (potok)
Różowy (Rusawa) – potok, lewostronny dopływ Sanoczka o długości 11,42 km.
Potok płynie w województwie podkarpackim, na terenie gminy Sanok. Jego źródła znajdują się w Strachocinie, przepływa przez Jurowce i Srogów Dolny. Uchodzi do Sanoczka powyżej Trepczy. Największym jego dopływem jest potok Pijawka, wypływający z południowych stoków Pasma Grabówki tworzący dolinę pomiędzy masywem Kopacza a górą Wroczeń.